# Lycengraulis batesii
Lycengraulis batesii är en fiskart som först beskrevs av Günther, 1868.  Lycengraulis batesii ingår i släktet Lycengraulis och familjen Engraulidae. Inga underarter finns listade i Catalogue of Life.